# Stipa porteri
Stipa porteri là một loài thực vật có hoa trong họ Hòa thảo. Loài này được Rydb. miêu tả khoa học đầu tiên năm 1905.